# Eulepidotis vivida
Eulepidotis vivida là một loài bướm đêm trong họ Erebidae.